# France Dobrovoljc
France Dobrovoljc, romanist, slovenist, bibliograf, bibliotekar, leksikograf in literarni zgodovinar, * 10. marec 1907, Ljubljana, † 17. julij 1995, Ljubljana.

## Šolanje
Rojen kot Franc Ivan Dorovoljc očetu Francu st. in materi Mariji (Krašovec).
Šolal se je v Ljubljani, kjer je leta 1930 na Filozofski fakulteti diplomiral iz romanistike in slavistike ter se nato eno leto izpopolnjeval na pariški Sorboni.

## Delo
Od leta 1932 je 16 let (do leta 1948) služboval kot profesor francoskega in slovenskega jezika na različnih slovenskih gimnazijah v Ljubljani (1932–37 ter 1940–48) in Mariboru (1937–40), leta 1948 pa prevzel mesto ravnatelja ljubljanske Slovanske knjižnice, kjer je ostal šestindvajset let, vse do upokojitve leta 1974. Sočasno z vodenjem Slovanske knjižnice je dvanajst let opravljal tudi funkcijo tajnika pri društvu Slovenska matica (1950–62), bil sourednik njene revije Glasnik SM in zadnja leta član nadzornega odbora.
Raziskovalno se je najprej posvečal slovenski književnosti v dobi Ilirskih provinc, kasneje pa se je osredotočil na proučevanje življenja in dela Ivana Cankarja.
Svoj prvi članek z naslovom Charles Nodier v Ljubljani je objavil že v času študija, leta 1929. Leta 1933 je uredil in komentiral knjigo v francoskem jeziku Statistique Ilyrienne. Svoje prve napredke v proučevanju življenja in opusa Ivana Cankarju je predstavil v zborniku Mihe Maleša Podoba Ivana Cankarja (1945). Leta 1956 je izšlo naslednje njegovo pomembnejše delo z naslovom Ivan Cankar slovenski pisatelj, ki izpopolnjeno predstavi Cankarjevo življenje in delo. Štiri leta zatem je Dobrovoljc objavil Bibliografijo literature o Cankarjevi dramatiki, v kateri je popisal izide, uprizoritve, prevode, kritike in študije pisateljevih odrskih del. Leta 1964 je sledila razprava Slovenska književnost v dobi Ilirije in odmev francoskih okupacij naših dežel v slovenskem leposlovju.

### Sodelovanje pri projektih
Zavzeto je sodeloval tudi pri pripravi različnih jezikovnih priročnikov, npr. Slovenskega biografskega leksikona, Enciklopedije Leksikografskoga zavoda, Enciklopedĳe Slovenije, Enciklopedije Jugoslavĳe, pri Leksikonu pisaca Jugoslavĳe, idr. ter kot urednik slovenskega dela izdelal vrsto prispevkov o pomembnih slovenskih kulturnikih in napisal na stotine gesel. Sestavil je številne bibliografije in članke o življenju, delih in prevodih slovenskih pesnikov in pisateljev za zbirko Slovenačka književnost, ki je izhajala pri novosadski Matici srpski.
V okviru strokovnega izpopolnjevanja je sodeloval pri vodenju Slavističnega društva, dolga leta je kot lektor in član uredniškega odbora sodeloval tudi pri urejanju časopisa Kronika, objavljal članke v revĳi Knjižnica in na tečajih za pripravnike predaval bibliografijo.
Leta 1954 je z Izidorjem Cankarjem sodeloval pri pripravi Cankarjevih Zbranih spisov. K zbranemu opusu Cankarjevih del je pripravil dodatni enaindvajseti zvezek, ki je prinesel dotlej povsem neznane, večinoma zgodnje Cankarjeve tekste. V sodelovanju z Zvonetom Verstovškom je nato sestavil imensko kazalo Zbranih spisov. Še pomembnejše je njegovo sodelovanje pri Cankarjevih Izbranih delih, izdanih pri Cankarjevi založbi med letoma 1951 in 1959.
Leta 1971 je skupaj z bibliotekarjem Marijanom Brecljem za časopis Le livre slovène sestavil bibliografijo prevodov iz slovenskega leposlovja v tuje jezike.

## Nagrade, priznanja, odlikovanja
Leta 1967 je med prvimi prejel Čopovo diplomo, bil pa je imenovan tudi za častnega člana Slavističnega društva in zaslužnega člana Slovenske matice.

## Objave, pomembna dela

### Članki in razprave
- Slovstven drobec iz dobe francoske Ilirije, v: Slavistična revija 1949, str. 186–187; (COBISS)
- Odmevi stoletnice Aškerčevega rojstva pri Rusih in Bolgarih, v: Aškerčev zbornik 1957, str. 182–185; (COBISS)
- Ivan Cankar in Vrhnika, v: Jezik in slovstvo 1959, letnik 4, št. 8, str. 237–240; (COBISS)
- Kdaj so se Slovenci prvič seznanili z decimalno klasifikacijo, v: Knjižnica 1959, letnik 3, št. 1/4, str. 77–78; (COBISS)
- Slovenska književnost v dobi Ilirije in odmev francoskih okupacij naših dežel v slovenskem leposlovju, v: Napoleonove Ilirske province 1809-1814/Le provinces Illyriennes de Napoleon. Ljubljana: Narodni muzej 1964, str 79–98; (COBISS)
- Neznano Murnovo pismo, v: Jezik in slovstvo 1967, letnik 12, št. 7, str. 222–223; (COBISS)

### Uredniško delo
- Statistique Illyrienne, Ljubljana: Satura 1933, XVI, 160 str.; (COBISS)
- Moje življenje, Ljubljana: Mladinska knjiga 1965, 123 str.; (COBISS)
- Tuje življenje, Ljubljana: Mladinska knjiga 1967, 106 str.; (COBISS)

### Monografije
- Bibliografija: predavanja na bibliotekarskem tečaju 1950, Ljubljana: ZBDS 1950, 35 str.; (COBISS)
- Ivan Cankar, slovenski pisatelj (1876–1918), Ljubljana: Mestni muzej 1956, 52 str.; (COBISS)
- Bibliografija literature o Cankarjevi dramatiki, Ljubljana: Mestno gledališče 1960, 190 str.; (COBISS)
- Ivan Cankar, slovenski pisatelj (1876 - 1918), 2. izpopolnjena izdaja, Ljubljana: Mestni muzej 1965, 63 str.; (COBISS)
- Cankarjev album, Maribor: Obzorja 1972, 335 str.; (COBISS)
- Bibliografija zbirke Naša beseda, Ljubljana: Mladinska knjiga 1977, 435 str.; (COBISS)
- Ivan Cankar v prevodih, Murska Sobota: Pomurska založba 1977, 197 str.; (COBISS)
- Proza, Novi Sad: Matica srpska 1981, 458 str.; (COBISS)

Svoje prispevke je objavljal v različnih strokovnih revijah in časopisih, npr. Slavistični reviji, Ljudski pravici, Novem svetu, Ljudskem tedniku, Primorskem dnevniku, Kroniki, Naših razgledih, Jeziku in slovstvu, Novih obzorjih, Knjižnici, Delu in drugih. Pisal je komentarje k različnim objavam za beograjske založbe in spremne besede za slovenske mladinske izdaje (Moje in Tuje življenje), leta 1965 pa je v knjigi Marca Alyna objavil bibliografijo Srečka Kosovela.
Vrh v njegovem udejstvovanju predstavlja obsežen, vsebinsko natančen in slikovno bogat Cankarjev album, eno njegovih najpomembnejših, morda celo najbolj dragoceno cankaroslovno delo. S predstavljenimi biografskimi dognanji in bibliografijo je France Dobrovoljc postavil temelje za nadaljnja raziskovanja Cankarjevega dela.